# Espace Dalí
Espace Dalí (česky Prostor Dalí) je muzeum na Montmartru v Paříži, které představuje díla Salvadora Dalího, především sochy a rytiny. Muzeum má více než 300 jeho původních prací, což představuje nejvýznamnější sbírku tohoto umělce ve Francii. K muzeu patří i galerie. Pro děti jsou zde tvůrčí dílny, které jim umožňují seznámit se s prací Salvadora Dalího.

## Expozice
Na výstavě doprovází návštěvníky fantazijní hudba. Pojetí celého výstavního prostoru připomíná umělcův surrealistický způsob vyjadřování: drama, fantastičnost, barevnost.
V Espace Dalí se pravidelně pořádají nové výstavy. Po výstavě Dalí a móda (2008-2009) proběhla výstava Dalí – Hologramy a optické hry (2009-2010).

## Galerie
Součástí muzea jsou i dvě galerie. Galerie Dalí představuje výběr z umělcova díla (sochy, rytiny a litografie). Galerie Montmartre představuje současné umělce.